# إيريكا جيمس
إيريكا جيمس (بالإنجليزية: Erica James)‏ (1960، سري في المملكة المتحدة)؛ كاتِبة وروائية بريطانية.